# Важец
Важец (словац. Važec) — село, громада округу Ліптовський Мікулаш, Жилінський край, регіон Ліптов. Кадастрова площа громади — 59,68 км².
Населення 2384 особи (станом на 31 грудня 2018 року).

## Географія
Протікають річки 
- Засмречинський потік[6]
- Млинічна Вода
- Чорний ярок[7].

## Історія
Важец згадується 1280 року.

## Населення
| Рік:            | 1994. | 2004.   | 2014.   | 2024.   |
| --------------- | ----- | ------- | ------- | ------- |
| Кількість осіб: | 2399  | 2381    | 2361    | 2372    |
| Різниця:        |       | -0,75 % | -0,83 % | +0,46 % |

| Рік:            | 2023. | 2024.   |
| --------------- | ----- | ------- |
| Кількість осіб: | 2361  | 2372    |
| Різниця:        |       | +0,46 % |